# Вислуга років
Ви́слуга ро́ків — період трудової діяльності, який вираховується роками і при окремих умовах надає право на пенсію та відповідні пільги (додаткові відпустки, грошові виплати тощо). Законодавством встановлено деякі категорії працівників і військовослужбовців пенсії за вислугу років, яким призначається як правило, незалежно від віку й працездатності.